# Progarypus smaugi
Espèce
Progarypus smaugi est une espèce de pseudoscorpions de la famille des Hesperolpiidae.

## Distribution
Cette espèce est endémique du Pernambouc au Brésil. Elle se rencontre dans le parc national du Catimbau à Tupanatinga dans la grotte Caverna Meu Rei.

## Description
Le mâle holotype mesure 1,796 mm, les mâles mesurent de 1,796 à 1,813 mm et les femelles de 2,241 à 2,250 mm.

## Systématique et taxinomie
Cette espèce a été décrite par Bedoya-Roqueme, Tizo-Pedroso, Barbier et Lira en 2023.

## Étymologie
Cette espèce est nommée en référence à Smaug.

## Publication originale
- Bedoya-Roqueme, Tizo-Pedroso, Barbier & Lira, 2023 : « Two new cave-dwelling pseudoscorpion species (Arachnida: Pseudoscorpiones) from Northeastern Brazil. » Zootaxa, no 5293(2), p. 317-332.